# 天然ボケ
天然ボケ（てんねんボケ）は、周囲からややズレた発言や行動を自然に行い、結果として笑いを誘ってしまう、変わり者を指す。天然キャラとも言い、略して天然と呼ばれることもある。

## 概要
漫才におけるボケは、笑いとツッコミを誘うため意図的に行われるが、天然ボケは「ボケ」的な行動を意図せずに自然に行う人物をいう。勘違いや間違った知識、思い込みから引き起こされる言動であるが、悪意や計算高さは含まれない他愛のないものが大半である。「天真爛漫」は明るい素直な積極性に使われることが多いのに対して、「天然ボケ」は力を抜いた自然さに使われることが多い。

## 語源
お笑いタレントの萩本欽一は、「自分がジミー大西を指して呼んだのが、『天然ボケ』『天然』の最初だ」と称している。萩本本人だけでなく明石家さんまも同様のことを述べている。ただし、これが初出であるかは不明である。
以上のことからわかるように、もともとはお笑い用語であり、意図せずに笑いを誘発するような言動、およびそうした言動を行う人を指す。

## 類義語
- 不思議ちゃん - 自己を中心に据えて、場の空気に我関せずのマイペースで振る舞う人。「天然ボケ」と似た概念だが、天然ボケが引き起こす微笑ましい笑いや場が和むような笑いとは違い、冷笑されることが多い。1995年にはテレビ東京のバラエティ番組『ボディボディ』で「不思議ちゃんの世界」のコーナーが展開されていた[4]。
- ドジ - 注意力の散漫や技能の不足が主な要因で、場から浮いた言動や失態を犯す人（参考：ドジっ娘）。
- ポンコツ - 壊れた言動の様子。
- 電波系 - 荒唐無稽な妄想や主張を周囲に向かって公言する者を指す。単に「電波」と略したり「デムパ」といった表記での使用も多い。以前から「キチガイ」という意味で使われることも多く、こうした放送禁止用語の代替語としても使われている。
- エキセントリック

本人がその行動の効果を承知した上で、予めある意図を持ってわざと天然ボケのように装うことを指して、「計算」や「狙う」という表現が使用される。またそのような行為を行う人のことを「ニセ天然」「エセ天然」「養殖」と呼ぶこともあるようである。これらは否定的な意味で用いられることが多い。

## サブカルチャーにおける天然ボケ
サブカルチャーにおいては萌え要素の一つと見られ、男性の視点による女性の魅力とみなされる傾向が強いが、男女を問わず、かなり広い年齢範囲で適用が可能である。
創作作品の中では、コミックリリーフと位置付けられることもある。